# Histoplasma
Histoplasma é um gênero de fungos da família Ajellomycetaceae.
Duas espécies são reconhecidas:
- Histoplasma capsulatum Darling, 1906
- Histoplasma duboisii Vanbreus., 1952

H. duboisii era considerada uma subespécie do H. capsulatum, entretanto, estudo moleculares reconheceram-na como uma espécie distinta.